# Boleslao II di Teschen
Boleslao II di Teschen (1425 circa – 8 ottobre 1452) è stato Duca di Teschen.
Egli era figlio di Boleslao I, Duca di Teschen, e di sua moglie Eufemia.
Alla morte del padre nel 1431, Boleslavo II governò sul ducato assieme ai fratelli ed alla madre. Dopo la divisione del ducato, nel 1442 continuò a portare il titolo di Duca di Teschen, ma in pratica governò solo 16 villaggi e città che facevano parte difatti del territorio del ducato. Nel 1447 concedette i diritti di città al villaggio di Frysztat. Egli lasciò gran parte dei doveri di governo al fratello Premislavo II.
Come i fratelli ed il padre, anche Boleslavo II riuscì ad essere attivo nella politica internazionale. A differenza del fratello Ladislao, però, il quale si era alleato con la Boemia, Boeslao II mantenne stretti rapporti con il trono polacco.
Nel 1448 Boleslao II sposò Anna, cugina di Sofia, moglie di Ladislao Jagellone. Alla morte del di lei marito, ella si prese cura del figlio Casimiro e spostò la propria residenza a Frysztat.